# Gümüşlü, Arguvan
Gümüşlü là một xã thuộc huyện Arguvan, tỉnh Malatya, Thổ Nhĩ Kỳ. Dân số thời điểm năm 2011 là 89 người.